# Poecilotriccus calopterus
A Poecilotriccus calopterus a madarak (Aves) osztályának verébalakúak (Passeriformes) rendjébe és a királygébicsfélék (Tyrannidae) családjába tartozó faj.

## Rendszerezés
Sorolták a Todirostrum nembe Todirostrum calopterum néven.

## Előfordulása
Kolumbia, Ecuador és Peru területén honos. A természetes élőhelye szubtrópusi és trópusi síkvidéki esőerdők, valamint legelők és erősen leromlott egykori erdők. Állandó, nem vonuló faj.

## Alfajai
- Poecilotriccus calopterus calopterus (P. L. Sclater, 1857)
- Poecilotriccus calopterus pulchellus (P. L. Sclater, 1874)

## Megjelenése
Átlagos testtömege 7-8 gramm.